# Hienghène Sport
Hienghène Sport is een voetbalclub uit Hienghène in Nieuw-Caledonië.
De club werd in 1997 opgericht en speelt in de New Caledonia Division Honneur. In 2013 en 2015 won Hienghène Sport de beker en in 2017 werd de club landskampioen. Hienghène Sport won de OFC Champions League 2019 en nam daardoor deel aan het wereldkampioenschap voor clubs in 2019. Het was hiermee de tweede club buiten Nieuw-Zeeland en Australië dat deelnam aan dit wereldkampioenschap. De andere club was PRK Hekari United uit Papoea-Nieuw-Guinea, dat de OFC Champions League in 2010 won. De bekendste speler is Bertrand Kaï, Oceanisch voetballer van het jaar in 2011.

## Erelijst
| Continentaal                        |    |                  |
| OFC Champions League                | 1x | 2019             |
| Nationaal                           |    |                  |
| Nouvelle-Calédonie Division Honneur | 2x | 2017, 2019       |
| Coupe de Nouvelle-Calédonie         | 3x | 2013, 2015, 2019 |

## Bekende (ex-)spelers
- Bertrand Kaï